# Hermann Keller (Radsportler)
Hermann Keller (* 5. Juni 1993) ist ein deutscher Radrennfahrer. 
Keller gewann bei der Tour du Faso 2018 die achte Etappe und die Punktewertung. Im Jahr 2019 gewann Keller zunächst das Eintagesrennen Grand Prix Sakia El Hamra und anschließend zwei Etappen und die Punktewertung der Tour du Senegal, die er als Zweiter der Gesamtwertung abschloss.

## Erfolge
2018
- eine Etappe und  Punktewertung Tour du Faso

2019
- Grand Prix Sakia El Hamra
- zwei Etappen und  Punktewertung Tour du Senegal